# Blood Will Tell (videogioco)
Blood Will Tell: Tezuka Osamu's Dororo (どろろ?, Dororo) è un videogioco d'azione del 2004 pubblicato da SEGA per PlayStation 2. Il gioco è basato sul manga Dororo di Osamu Tezuka.

## Trama
Il protagonista del gioco è un samurai di nome Hyakkimaru che deve recuperare 48 parti del corpo rubate dai demoni.